# Theope fasciata
Theope fasciata är en fjärilsart som beskrevs av Percy I. Lathy 1904. Theope fasciata ingår i släktet Theope och familjen Riodinidae. Inga underarter finns listade i Catalogue of Life.